# Rives-d'Andaine
Rives-d'Andaine es una comuna nueva francesa situada en el departamento de Orne, de la región de Normandía.

## Historia
Fue creada el 1 de enero de 2016, en aplicación de una resolución del prefecto de Orne de 16 de noviembre de 2015 con la unión de las comunas de Couterne, Geneslay, Haleine y La Chapelle-d'Andaine, pasando a estar el ayuntamiento en la antigua comuna de La Chapelle-d'Andaine.

## Demografía
| Gráfica de evolución demográfica de Rives-d'Andaine entre 1800 y 2013 |
|                                                                       |

Los datos entre 1800 y 2013 son el resultado de sumar los parciales de las cuatro comunas que forman la nueva comuna de Rives-d'Andaine, cuyos datos se han cogido de 1800 a 1999, para las comunas de Couterne, Geneslay, Haleine y La Chapelle-d'Andaine de la página francesa EHESS/Cassini. Los demás datos se han cogido de la página del INSEE.

## Composición
| Comuna delegada       | Código INSEE | Población (2013) | Superficie (km²) | Densidad (hab./km²) |
| --------------------- | ------------ | ---------------- | ---------------- | ------------------- |
| Couterne              | 61135        | 1052             | 10.68            | 99                  |
| Geneslay              | 61186        | 284              | 8.34             | 34                  |
| Haleine               | 61200        | 262              | 2.62             | 100                 |
| La Chapelle-d'Andaine | 61096        | 1487             | 15.50            | 96                  |